# 七種宝物

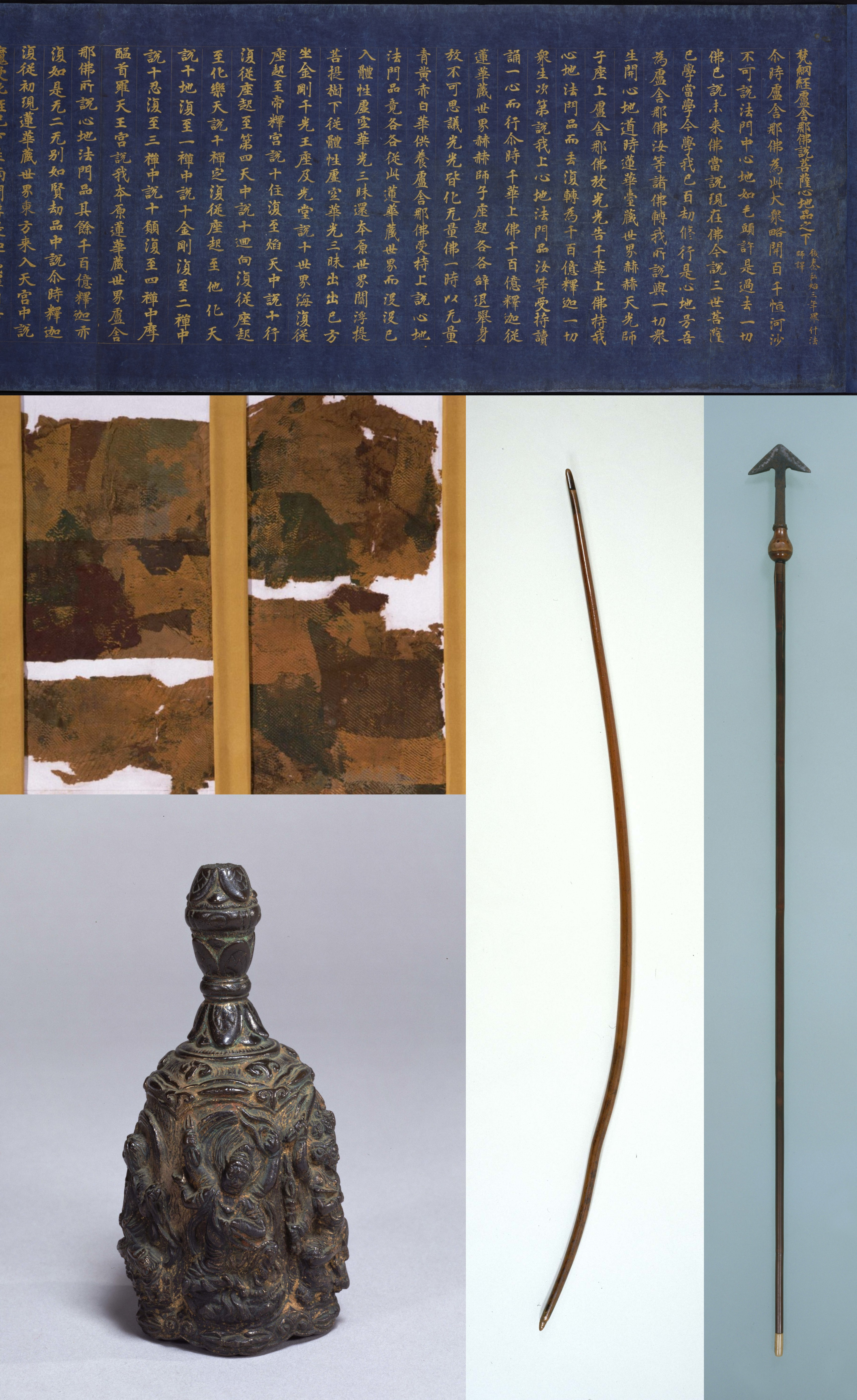
七種宝物
(上:梵網経、右:六目鏑箭、中:梓弓、左上:糞掃衣、左下:五大明王鈴)

七種宝物（しちしゅのほうもつ）は、法隆寺に伝わった聖徳太子にまつわるとされる7つの宝物のこと。ただし、実際にはいずれも聖徳太子の時代より後世に製作されたものである。具体的には糞掃衣・梵網経・五大明王鈴・八臣瓢壺・御足印・梓弓・六目鏑箭の7つで、これらは「我朝、仏儒神の三道繁興」を願い、男女の難を防ぐ宝物と称された。明治期に法隆寺献納宝物の一部として皇室に献納され、現在は八臣瓢壺のみを三の丸尚蔵館（宮内庁）が、残る6種を東京国立博物館（国立文化財機構）が所蔵している。

## 総論
聖徳太子の使用品や製作品、あるいは聖徳太子の存在を直接的に明かす希少なものとされていた宝物で、明治の初めまで法隆寺に伝わっていた。しかし現在では、こうした由来は事実と考えられていない。『寺門天奏願記』（1719年）によれば、糞掃衣・梵網経・御足印の3種は仏法の興隆もしくは興滅、五大明王鈴は神道崇拝、八臣瓢壺は儒教を象徴し、梓弓は男の難と女の難を防ぎ、六目鏑箭は天下泰平をもたらすとされた。
これらの宝物の来歴は明らかではないが、1140年に大江親通が法隆寺上宮王院(現在の東院)の宝蔵で、五大明王鈴を除く6種を見聞した記録が最も古い。1219年に宝蔵は舎利殿に建て替えられ、1609年までは舎利殿に収蔵されていた記録が残されているが、このころまでは他の宝物と同様に扱われ特定のグループを形成していなかった。この宝物に五大明王鈴が加わった時期は明らかではないが、1719年の記録では「七種霊宝」と記され綱封蔵に収蔵されており、新川登亀男は元禄期の出開帳を期に五大明王鈴を加えて7つをグループに纏めたと推測している。
| 桂昌院が寄進した糞掃衣を納める蒔絵箱(左:蓋表、右:底面) |  | 桂昌院が寄進した糞掃衣を納める蒔絵箱(左:蓋表、右:底面) |
| 桂昌院が寄進した糞掃衣を納める蒔絵箱(左:蓋表、右:底面) |  |                                                        |

1694年（元禄7年）に、法隆寺にとって初めての江戸出開帳が回向院で行われたが、これに多大な支援をしたのが、江戸幕府5代将軍徳川綱吉の生母で仏法信仰者として知られる桂昌院であった。桂昌院は出開帳に300両を喜捨すると共に、七種宝物のうち、糞掃衣・梵網経・五大明王鈴・八臣瓢壺・御足印の5種に箱を寄進している。これにより七種宝物は徳川将軍家のお墨付きを得ることとなった。
1842年（天保12年）に「聖徳太子が東国に行啓する」という趣旨で行われた江戸出開帳では、七種宝物は聖徳太子像と仏舎利に次ぐ扱いを受けた。また、1875年（明治8年）に開催された奈良博覧会でも「聖徳太子ノ御物」として出品されている。七種宝物は法隆寺の出品目録の冒頭を飾っており、法隆寺でも特に重要な宝物であったとされる。
1878年（明治11年）に法隆寺は、奈良博覧会に出品した宝物の多くを皇室に献納した。この献納には廃仏毀釈運動で荒廃していた寺を立てなおす目的があったと考えられ、法隆寺には1万円が下賜された。この際の目録でも七種宝物は最初に記されている。献納された宝物の多くは、東大寺尊勝院から正倉院宝庫を経て、1882年に博物館（東京国立博物館の前身）に収蔵された。しかし一部の宝物は献納直後に天皇の御手元に移されたようで、八臣瓢壺もこれに含まれていたと考えられる。1884年（明治17年）に宝物が宮内省へ移管され皇室財産になると法隆寺献納御物と呼ばれるようになる。御物の多くは博物館への貸し出しという形で展示され、帝国博物館理事の岡倉天心の「特別ニ御宝物タルコトヲ表スベキモノトス」の方針により特別に扱われた。
戦後、GHQにより皇室財産の削減指示が出されると、法隆寺献納御物の多くは文部省に移管される。七種宝物も同様であったが、八臣瓢壺を含む10件は御物として宮内庁の管轄となり、現在に至っている。

## 糞掃衣

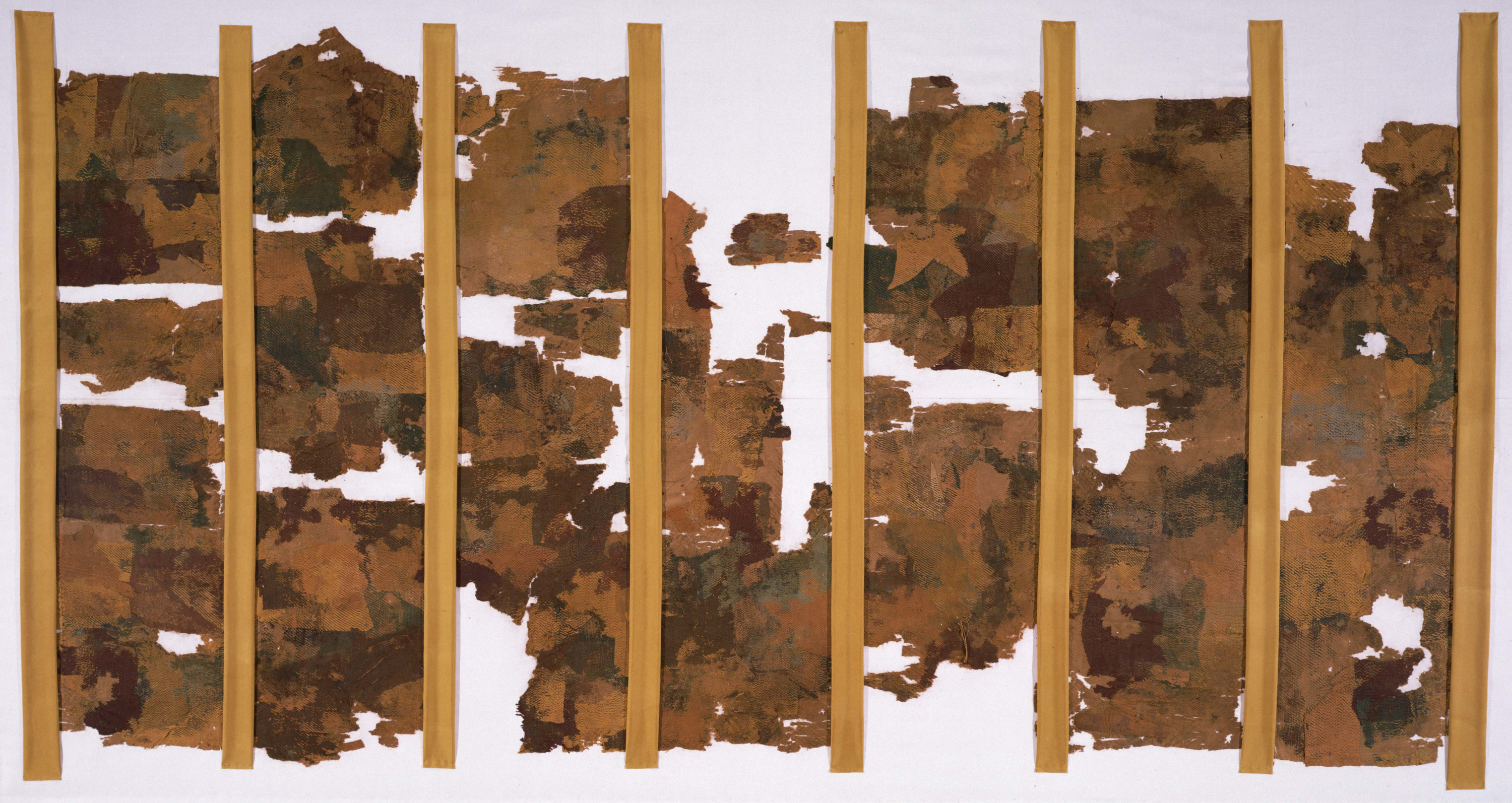
糞掃衣

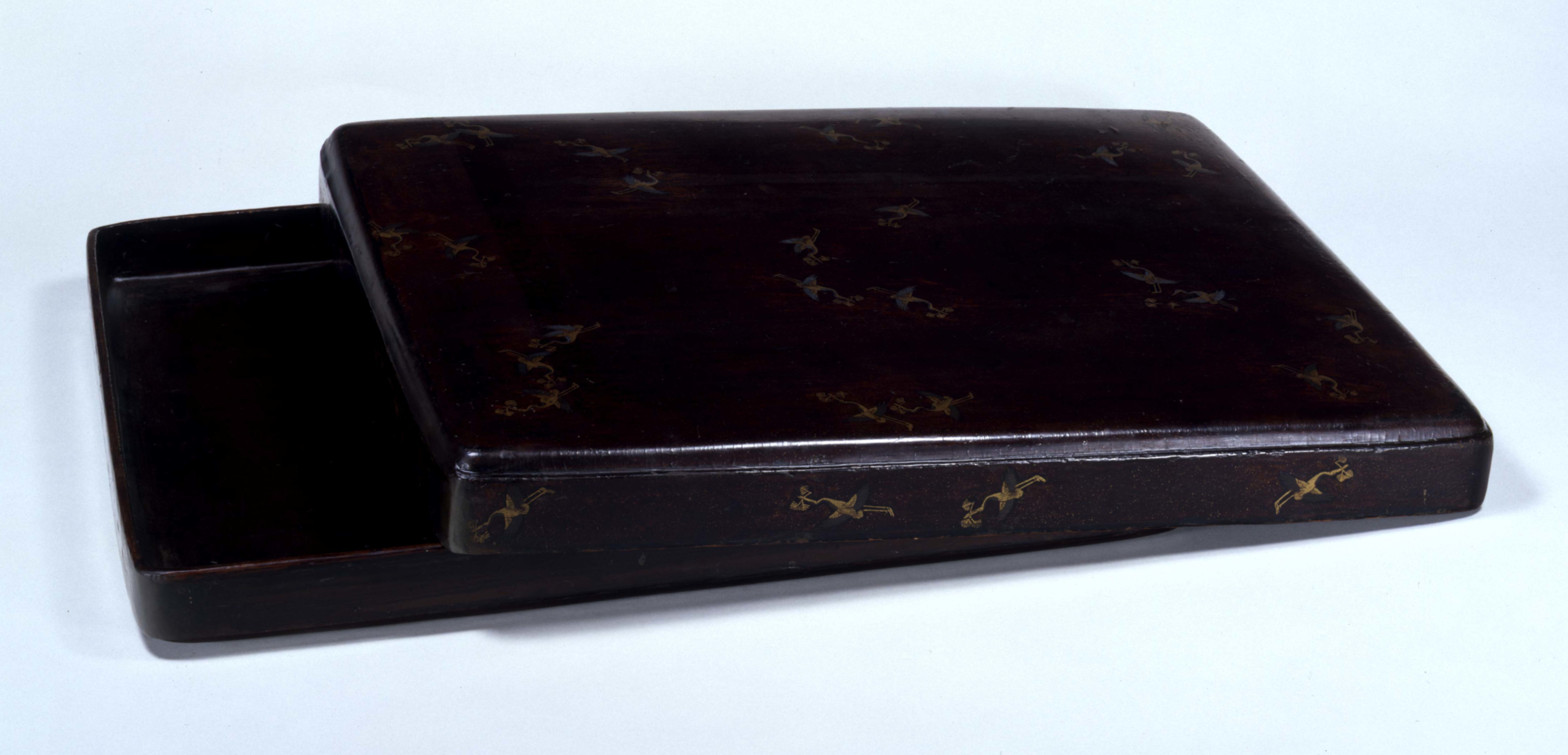
蓬莱山蒔絵袈裟箱

糞掃衣（ふんぞうえ）は、聖徳太子の着用とされた袈裟である。衲袈裟（のうげさ）、もしくは釋尊糞掃衣袈裟とも言う。現在は東京国立博物館に収蔵。奈良時代（8世紀）のものとされ、1958年（昭和33年）2月8日に重要文化財指定。天保期に製作された『御伽藍御宝物略御縁由』(以下、御縁由)には「釈尊より勝鬘夫人へ授けたまう女人成仏の御袈裟」との由緒が記されている。
奈良時代の『法隆寺伽藍縁起幷流記資財帳』には「合袈裟」とのみ記されていたが、12世紀中ごろの『七大寺巡礼私記』には「健駄羅国から伝来」と記され、鎌倉時代初期に著された『古今目録抄』（以下、目録抄）では「聖徳太子が『勝鬘経』を講説したときに着用した」という由来が加えられ、さらに天保年間の『斑鳩古事便覧』には「釈迦が勝鬘夫人に授けたもので、小野妹子が日本に将来した」という由来が加えられている。こうした由来の変化は、中世から近世にかけての太子信仰の発展を示すと捉えられている。天保期には法隆寺の宝物の中でも特に重要視されたと考えられ、梶野良材は「法隆寺第一の宝物」と称している。なお、1315年（正和4年）には、法隆寺から京都へ送られ後伏見上皇が天覧した記録が残っている。
1756年（宝暦6年）に飲光が南都の古袈裟を調査した時の記録『古袈裟図様写』に、この糞掃衣は記載されておらず、このころには披見させることが出来ないほど損傷が激しくなっていたと考えられるが、1977年に修復が試みられて現在の形に復元された。復元によれば、長さ125.0センチメートル幅249.0センチメートルの七条袈裟であったと考えられ、薄茶の絹布を地として様々な色の小さな平絹を重ねて指し縫いで製作されていた。
糞掃衣には桂昌院が寄進した蒔絵箱が付属しているほか、糞掃衣を納めた内箱という伝承をもつ蓬莱山蒔絵袈裟箱も別途伝来している。袈裟箱は箱の身と蓋の形状に不自然な点があり、元来は別の箱であったと考えられている。こちらも東京国立博物館に収蔵。平安時代（12世紀）のものとされ、重要文化財。

## 梵網経
| 梵網経(左:上巻の序、右:上巻の表紙と題箋) |  | 梵網経(左:上巻の序、右:上巻の表紙と題箋) |
| 梵網経(左:上巻の序、右:上巻の表紙と題箋) |  |                                          |

梵網経は、紺紙金泥で製作された経典で上下巻に分かれる。現在は東京国立博物館に収蔵。9世紀（平安時代）のものとされ、1957年（昭和32年）6月18日に重要文化財指定。『御縁由』には「聖徳太子自筆、外題に手の皮を貼りたまう」と記されている。
この梵網経は、100巻以上ある広本から一部を抜き出して、上下巻にしたもの。紺紙に金泥の界線を引き、金泥文字で1紙26行、1行17字で書写される。表紙には銀泥で文様が描かれる。文様や書風から平安初期と考えられ、現存経巻でも最古の部類である。題箋にはなめし皮が用いられるが、『目録抄』に聖徳太子の手の皮と記され、以来そのように伝えられてきた。その由来ゆえに大変な信仰をあつめ、1236年（嘉禎2年）には、摂政九条道家が閲覧を希望したため下巻が京都に贈られ、これを拝見した道家は殊のほか喜んだと記録されている。1261年（弘長元年）には、後嵯峨上皇が法隆寺を訪問したが、これを記録した『別当記』によると「一切の財物をみたが、梵網経にはことのほか喜ばれた」と記されている。このように経巻が繰り返し披露されたため破損が進み、1363年（貞治2年）には、経巻を収納する箱が新造された。上巻は縦27.5センチメートル全長1062.5センチメートル、下巻は縦27.5センチメートル全長1146.0センチメートル。

## 五大明王鈴

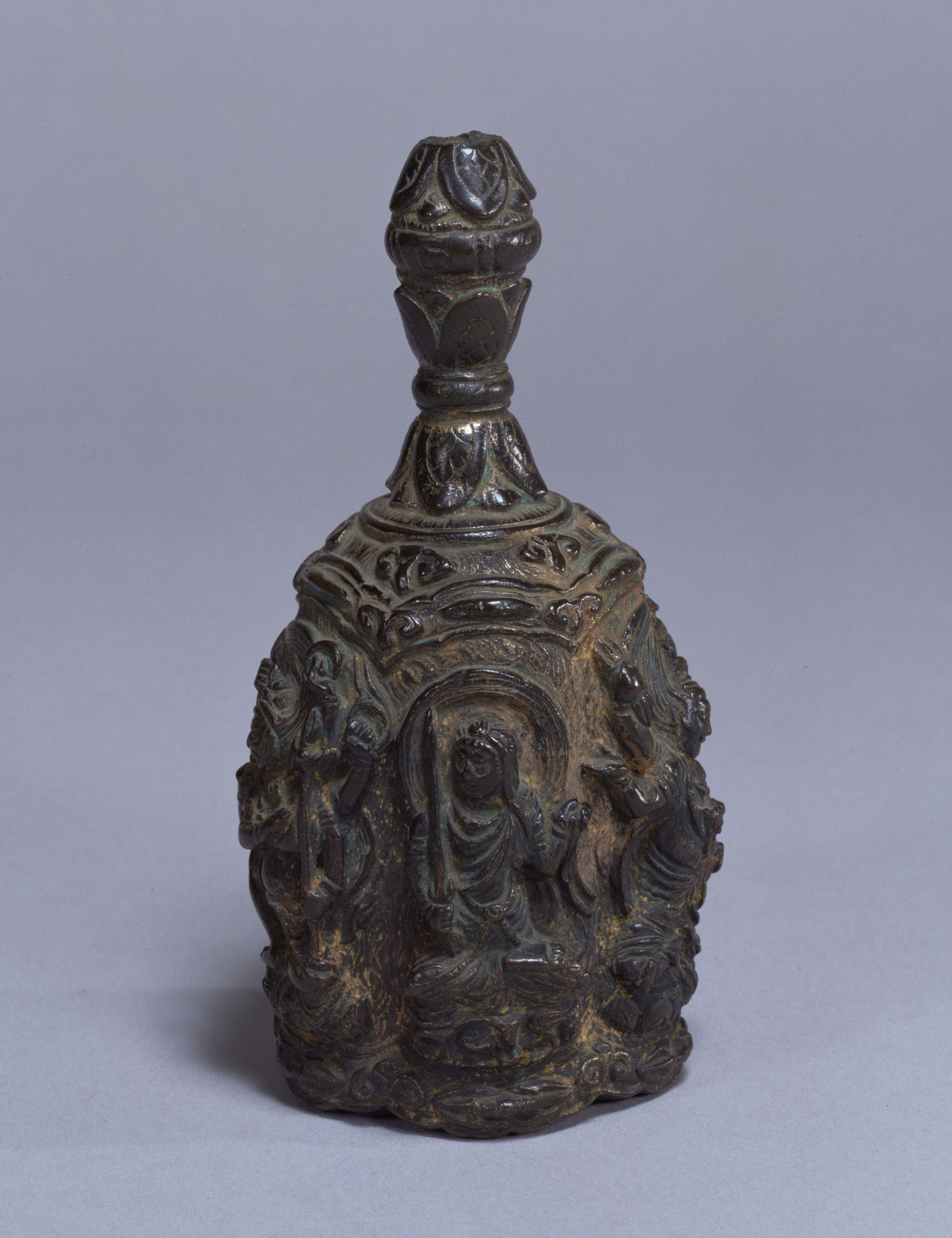
五大明王鈴

五大明王鈴（ごだいみょうおうれい）は、古代真鈴（こだいしんれい）とも言う。現在は東京国立博物館に収蔵。8世紀から9世紀に唐で作られたと推定され、1959年（昭和34年）6月27日に重要文化財指定。『御縁由』には「聖徳太子誕生の時に御殿の棟に出現。神道を崇めたまう瑞相」と記されている。
神道との由来が説かれているが、実際は密教法具の一つ。把など一部が欠損しており、本来は五鈷鈴であったとされる。胴は5区に分けられ、五大明王(不動明王・軍荼利明王・降三世明王・大威徳明王・烏枢沙摩明王)を配し、下端には三鈷杵、上端には独鈷杵とパルメット文様を配している。こうした仏像鈴は中国や朝鮮半島に見られ、大陸からの伝来、もしくはそれを模したものと考えられる。銅の鋳造で鍍金仕上げ。現存高12.0センチメートル、口径5.2センチメートル。

## 八臣瓢壺

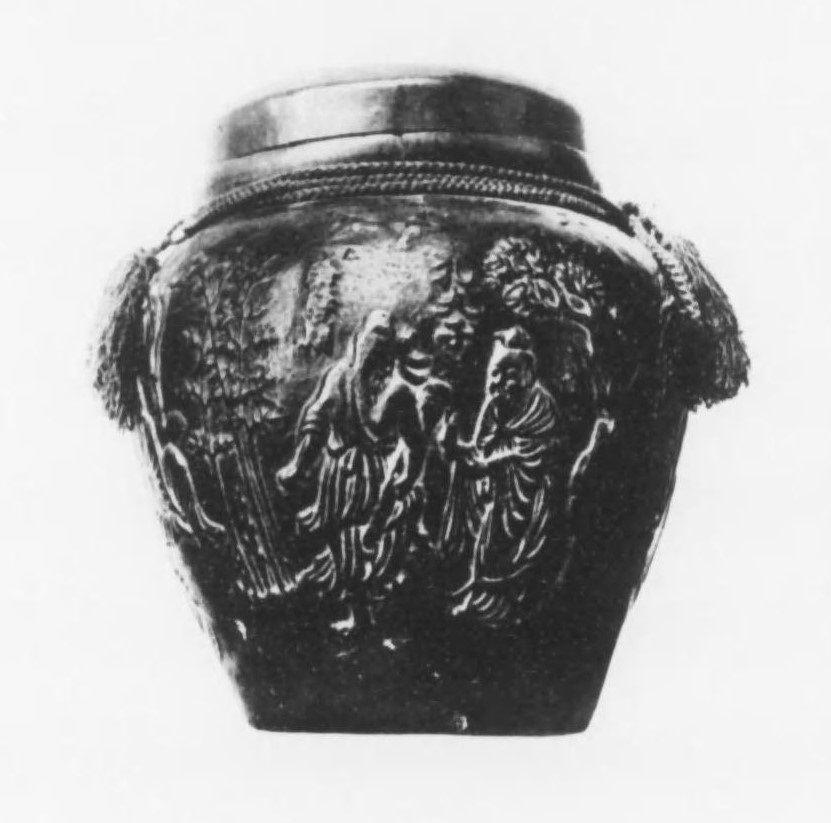
八臣瓢壺（孔夫子と栄啓期の面）

八臣瓢壺（はっしんのひさごつぼ）は瓢箪を素材とした壺で、賢聖瓢（けんじょうのひさご）、春秋瓢とも言う。七種宝物のなかで八臣瓢壺のみ、法隆寺献納宝物から東山御文庫に移管された後、現在は宮内庁三の丸尚蔵館に収蔵。唐代(8世紀から9世紀)の製作とされる。『御縁由』には「孔子等の像が自然に顕れた。儒学興隆の印」と記されている。
胴には松・柳・竹・棕櫚と、9人の唐風人物が浮き出しで描かれ、蓋の甲にも唐花文が浮き出しで表される。描かれる人物の名前はそれぞれ、孔夫子・栄啓期・鬼谷先生・蘇秦・張儀・四皓（綺里季、東園公、夏黄公、甪里先生の4賢人）と楷書体で浮き出しに記されている。これを合わせると9人であるが、栄啓期は臣家の出ではないためこれを除いた八臣と名付けられたと考えられる。浮文様は、浮彫した型を瓢箪が小さな時期に被せ、実の成長と共に型に食い込むことを利用して浮き出しにされたと考えられる。こうした壺は中国の六朝期から唐期にかけて酒器に用いられたが、法隆寺の古記録では餌を入れる容器として使用されていたと記されている。全高16.5センチメートル、口径11.6センチメートル。

## 御足印

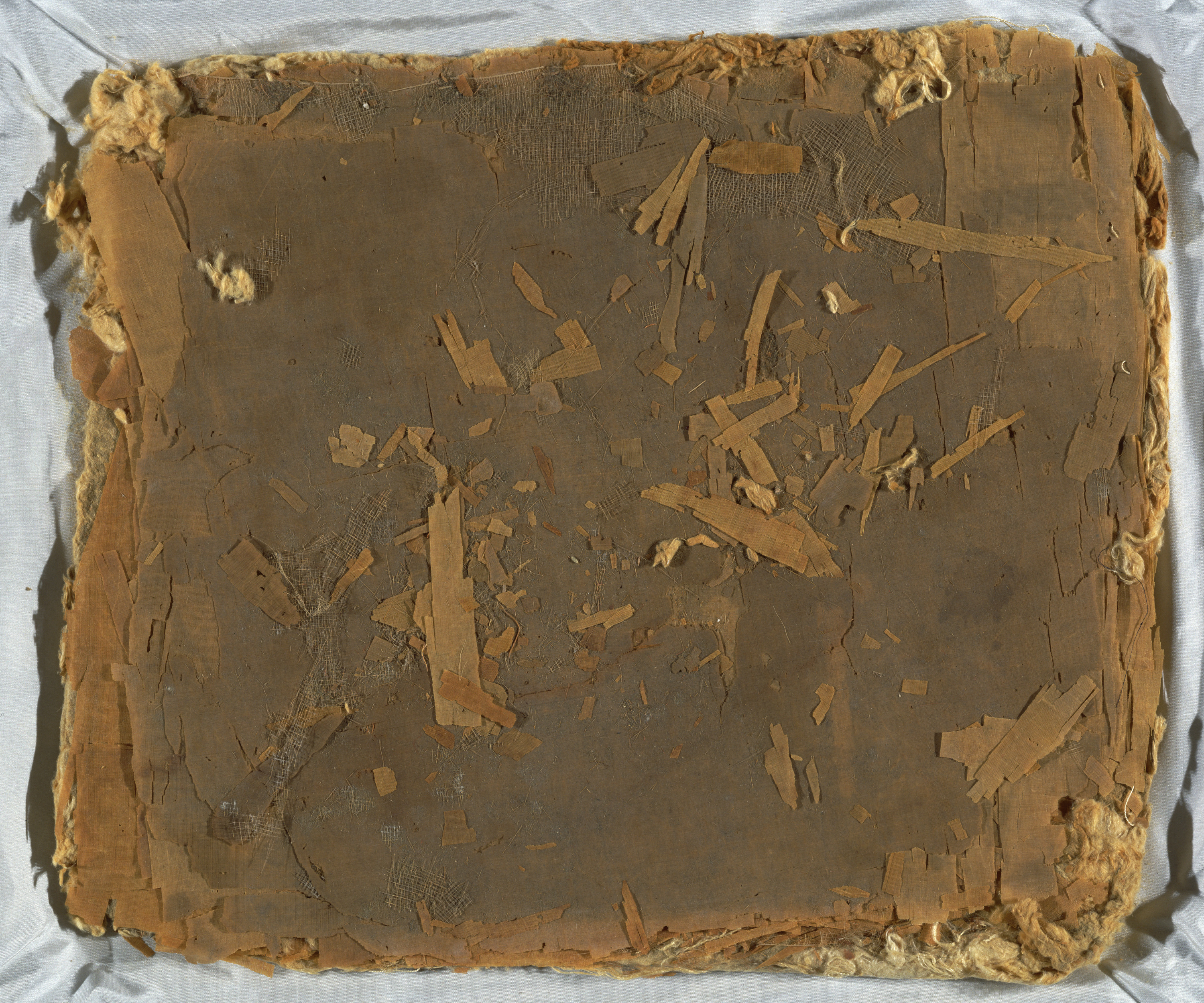
御足印

御足印（ごそくいん）は、褥(敷物)の上に自らの足跡を遺して、仏法の興滅を暗示したものとされた。現在は東京国立博物館に収蔵。8世紀（奈良時代）のものとされる。『御縁由』には「聖徳太子の足跡を法隆寺に残したまう。仏教興滅の印」と記されている。
御足印は層状に重ねられた平絹をZ字状に折りたたんで、その間と裏面に絹綿を挟んだ座布団状の形状で伝来している。表面には左右の足跡のような形で変色した窪みがあるが、目の粗い裂もほとんど失われて足跡も不明瞭である。
『七大寺巡礼私記』には「壁代（カーテン状の用具）一帖、聖徳太子の御足跡あり。これ即ち衆生の為に結縁せしめんが故に踏みつけたもうところなり」と記され、『目録抄』には「衆生へ釈迦仏法における遺法興滅の相を知らせんがため、御足を踏み留めたもう」と記されている。なお、江戸時代に記された『斑鳩古事便覧』では足跡の大きさは七寸二分（約21.8センチメートル）と記されている。絹製縦42.0センチメートル、横34.0センチメートル。

## 梓弓
梓弓（あずさゆみ）は、梓真弓（あづさのまゆみ）とも言う。現在は東京国立博物館に収蔵。奈良時代(8世紀)のものとされ、1957年（昭和32年）6月18日に重要文化財指定。『御縁由』には「聖徳太子が怨敵退治に用いた弓。見た者の難産と弓箭の難を防ぐ」と記されている。
弓の曲がりは、上方に比べて下方が短いが、これは『魏志倭人伝』にも記される丸木弓の古様を留めていると考えられる。弓の両端は凸形に削って弭（はず）を造るが、枝元に近い方には浅い溝が掘られ、元と末の弾力を均衡させている。全体に朽損を防ぐための透き漆が施される。木製で長183.3センチメートル、中央部の径2.5センチメートル。
奈良博覧会の目録では、聖徳太子が奥州安達原で得たものと記されている。また会津八一はこの梓弓を、著書『南京新唱』で「みとらしの あづさのまゆみ つるはけて ひきてかへらぬ いにしへあはれ」と詠んでいる。

## 六目鏑箭

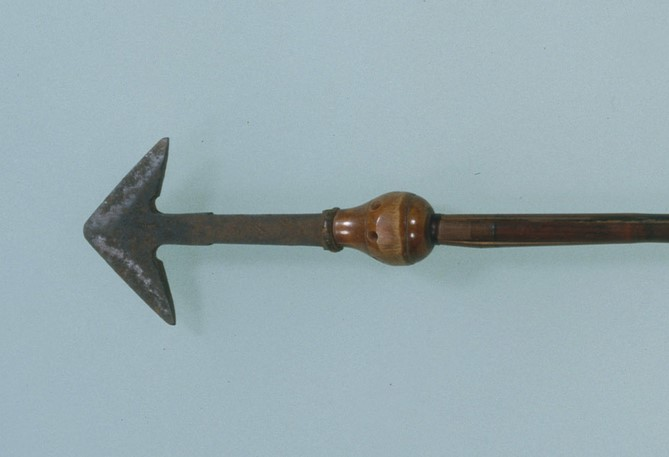
六目鏑箭の先端部

六目鏑箭（むつめのかぶらや）は、6つの孔を穿った鏑矢のこと。現在は東京国立博物館に収蔵。奈良時代(8世紀)のものとされ、1957年（昭和32年）6月18日に重要文化財指定。『御縁由』には「怨敵を退治し、天下を治めたまい、日本に仏教が広まったのはこの矢の威徳」と記され、『御宝物図絵』には「守屋大臣を射玉ふ矢なり」という注が付される。
六目鏑箭の簳（やがら）は竹製で透漆が施され、その先端に6つの孔を開けた角製の鏑（かぶら）と大きな三角形の鏃（やじり）。末端には牙製の筈(はず)がつけられている。全長81.8センチメートル。そのほか、利箭（とがりや）と彩絵胡籙（さいえのやなぐい・矢を射れる容器）と共に伝来している。